# Jasmine & Jambo
Jasmine i Jambo és una sèrie d'animació musical produïda per la companyia catalana Teidees en coproducció amb Televisió de Catalunya i amb la participació de IB3 i de l'Institut Català de les Empreses Culturals. Està dirigida per Silvia Cortés i es va emetre per primera vega al SX3 el 10 d'octubre de 2022.
Els protagonistes són dos amics, la Jasmine i el Jambo, bojos per la música que viuen en un lloc on tot és musical, Soundland. Tot el que fan o experimenten té relació amb la música.
La sèrie destinada a un públic preescolar i familiar té la música i cançons de Marc Parrot i les veus del cantant Tomeu Penya i l'actriu Anna Moliner. Els objectius de la sèrie són enllaçar la música amb la vida i les emocions i explicar conceptes musicals a través d’una aventura. Els capítols tenen una duració de 7 minuts.
El 2024 es va anunciar la producció d'una pel·lícula homònima basada en la sèrie de televisió i dirigida també per Sílvia Cortés. El film va ser seleccionat per participar en una sessió de pitching de l'MIFA Women in Animation.

## Temporades
| Temporada | Temporada | Episodis |
| --------- | --------- | -------- |
|           | 1         | 26       |
|           | 2         | 26       |

## Llista d'episodis

#### Temporada 1[4]
| Total | Temporada | Títol                            |
| --- | --------- | -------------------------------- |
| 1 | 1         | Música amb estil                 |
| La JASMINE vol tocar una cançó per a la festa d'aniversari del DUDUÀ. I en JAMBO està capficat a anar-hi vestit per a l'ocasió. Però la música que toca un i la roba que porta l'altra no lliguen gaire. Per això, el JAMBO i la JASMINE proven diferents músiques i vestits, per veure si van conjuntats. Al final, s'adonen que toquin el que toquin o es posin el que es posin, l'important és ser ells mateixos.                                             |           |                                  |
| 2 | 2         | Cançó de bressol                 |
| En JAMBO s'ha passat tota la nit despert fent música i ara vol dormir. La JASMINE entoma el repte i es proposa fer silenci. Però és més difícil del que es pensa. A més, el DUBIDÚ i les LALALÀS estan juganers i no paren de fer sorolls. La JASMINE decideix afrontar el problema i aprofitar els sorolls per fer una cançó de bressol que faci agafar el son a tot Soundland.                                                                                 |           |                                  |
| 3 | 3         | Festa en to major                |
| És festa major a Soundland. La JASMINE ha fet una cançó per a l'ocasió i n'està molt orgullosa. Però, quan acaba de tocar-la, tothom plora. La troben preciosa, però trista. La JASMINE es frustra, perquè ella volia fer una cançó ben alegre. El JAMBO trobarà la solució: canviant una sola nota, la cançó agafarà un aire més alegre. Perquè de vegades, un petit canvi ens pot fer veure el món d'una altra manera.                                         |           |                                  |
| 4 | 4         | Una escala fins a la lluna       |
| La Lluna s'ha adormit i, si no es desperta, no es farà de dia. El JAMBO ho vol solucionar enfilant-se als edificis més alts de Soundland. I la JASMINE ho prova des de terra, fent altíssimes escales musicals amb les LALALÀS. Però cap dels dos se'n surt. Al final, hauran de col·laborar i el JAMBO donarà el consell perquè la solució de la JASMINE funcioni. Bé, també necessitaran l'ajuda del peix TATXAN.                                              |           |                                  |
| 5 | 5         | AaaaaaRgh!                       |
| La JASMINE i el JAMBO han pescat una ampolla amb una partitura a dins. És molt difícil de tocar, però tots dos són tossuts i ho intenten una vegada i una altra, sense gaire èxit. De tan empipats com estan, els va sortint una simfonia de renecs i protestes («Argh! Brrr! Grrr!!») que acaba fascinant el públic.Tot un èxit. |           |                                  |
| 6 | 6         | La corda que concorda            |
| El Jardí dels Instruments està desordenat i el JAMBO no troba el violí de la seva àvia. La JASMINE el troba però, accidentalment, se li trenquen les cordes. Abans que el JAMBO se n'adoni, les substitueix per unes altres de poc convencionals: un pèl de gat, un cordó de sabata, una corda de guitarra i un fil d'estendre. El resultat és desastrós. Sort que en JAMBO porta tota mena de recanvis dins del barret.                                         |           |                                  |
| 7 | 7         | La música que s'endú el vent     |
| La JASMINE somia que toca el saxo al teatre i que tothom l'aplaudeix. Quan es desperta, s'apunta les notes en una partitura i prepara un concert tan meravellós com el del somni. Però just quan comença, el vent s'endú la partitura i només en pot recuperar un trosset amb quatre notes. El JAMBO no hi veu el problema: poden aprofitar les quatre notes i fer una improvisació jazzística. El concert és un tot èxit, fins i tot millor que el somni!       |           |                                  |
| 8 | 8         | Perseguia per ser guia           |
| El JAMBO i la JASMINE toquen una cançó, però la JASMINE s'avorreix: ha de tocar sempre les mateixes quatre notes i no pot cantar. Com que no es posen d'acord, el JAMBO marxa empipat. La JASMINE es dedicar a seguir-lo, imitant tots els seus gestos. I darrere d'ella, s'hi afegeixen la resta d'amics. Això dona una idea al JAMBO: si canten la cançó com si imitessin el de davant, poden fer un cànon on tots podran cantar.                              |           |                                  |
| 9 | 9         | Un banjo únic                    |
| El JAMBO ensenya a la JASMINE un banjo fet a mà pel seu amic lutier. Mentre el JAMBO és fora, la JASMINE perd de vista l'instrument i es pensa que s'ha enfonsat al mar. Per dissimular, improvisa un banjo fet amb materials que es troba a la platja. Però el JAMBO veu d'una hora lluny que allò és un nyap. Per sort, el banjo original no s'ha perdut. És més, fins i tot en poden fer un de nou!                                                           |           |                                  |
| 10 | 10        | La melodia misteriosa            |
| Bufa l'aire a Soundland i el vent porta una melodia misteriosa que ve de la selva. La JASMINE sent una curiositat infinita per saber qui fa aquell so i convenç el JAMBO per endinsar-se a la selva i investigar-ho. Quan troben l'origen del so, la sorpresa és gran: la música surt d'un pinyol foradat que hi ha a terra. Però la sorpresa més gran és descobrir que la selva és tota una orquestra d'instruments naturals.                                   |           |                                  |
| 11 | 11        | Un conte sense veu               |
| Les LALALÀS no s'adormen si el JAMBO no els explica un conte, però avui no podrà ser: el JAMBO està afònic i ha perdut la veu. La JASMINE troba la solució: si el JAMBO no pot parlar amb paraules, que ho faci amb la música. Així, el JAMBO comença a fer sons i músiques amb els instruments, que la JASMINE tradueix en paraules. I l'experiment funciona, perquè les LALALÀS comencen a adormir-se.                                                         |           |                                  |
| 12 | 12        | La volta al món en 5 instruments |
| Jugant al Jardí dels Instruments, la JASMINE descobreix tot d'instruments exòtics que no havia vist mai: són instruments que el JAMBO ha portat dels seus viatges per països llunyans. Com que la JASMINE vol saber com es toquen, envia postals als 5 continents. Al cap de poc, rep la resposta en forma de postals musicals, que li ermeten fer la volta al món amb músiques d'arreu del planeta.                                                             |           |                                  |
| 13 | 13        | Els mil vinils d’en Jambo        |
| La JASMINE descobreix la infinita col·lecció de discos de vinil del JAMBO i queda fascinada. Però poc després, alguns dels discos més preuats del JAMBO comencen a desaparèixer. El JAMBO i la JASMINE investiguen fins que descobreixen que el culpable és el DUDUÀ. Però, alhora, també és la solució: o potser no heu vist mai un camaleó musical? |           |                                  |
| 14 | 14        | La revolta dels instruments      |
| El director de l'Orquestra Carallarga ha demanat uns quants instruments al JAMBO per poder interpretar un quartet. Però la cosa es complica quan el camaleó DUDUÀ fa un esternut màgic i canvia de so tots els instruments: cap fa el so que li correspon. La JASMINE haurà de trobar la manera d'improvisar i tocar els instruments d'una altra manera. |           |                                  |
| 15 | 15        | La nota final                    |
| S'acaba la tardor: quan caigui l'última fulla de l'arbre començarà l'hivern. El JAMBO fa una cançó per acomiadar l'estació i comença a tocar-la fent voltes a l'arbre. Però s'adona que ha desaparegut l'última nota de la cançó: així, no la pot acabar i sempre ha de tornar-la a començar. Quan ja estan farts de fer voltes infinites, la JASMINE descobreix que a dalt de l'arbre ja no hi queden fulles, però sí alguna LALALÀ amagada que els pot ajudar. |           |                                  |
| 16 | 16        | Patapumpumpum!                   |
| És hivern i el sol no escalfa gaire. Farta de passar fred, la JASMINE organitza una protesta amb timbals per demanar que torni la calor. El JAMBO no creu que funcioni, però la JASMINE no defalleix i cada dia pica timbals. Finalment, el JAMBO decideix col·laborar-hi: posats a tocar timbals, com a mínim que sonin bé! I tots junts descobreixen que una batucada és una bona manera de fer-se passar el fred.                                             |           |                                  |
| 17 | 17        | El cap als núvols                |
| La JASMINE recorda un dia que van tocar amb el JAMBO dalt dels núvols, però al JAMBO se li ha esborrat el record. La JASMINE intenta de totes les maneres que el seu amic recuperi aquella vivència però no se'n surten. Fins que descobreix que la música és una de les millors maneres de portar-nos records. |           |                                  |
| 18 | 18        | L’orgue dels gats                |
| Abans d'un concert molt important, la JASMINE, el JAMBO i els amics es distreuen jugant a fet i amagar. Però el gat DUBIDÚ s'amaga tan bé que quan arriba l'hora del concert encara no l'han trobat. I la cosa es complica quan el JAMBO comença a tocar l'orgue i algunes notes fan un miol sospitosament familiar.Però encara que soni com un orgue de gats, sembla que la música agrada... i molt!                                                            |           |                                  |
| 19 | 19        | Treball en harmonia              |
| És Nadal i hi ha moltes coses a fer: fer un ninot de neu, guarnir l'arbre, cantar nadales... Però tothom ho vol fer tot i al mateix temps. El ninot de neu té tres nassos, l'arbre és un desastre i les cançons sonen malament. La JASMINE i el JAMBO s'hauran de coordinar per treballar en harmonia i que cadascú faci la feina que li surt més bé. |           |                                  |
| 20 | 20        | Ràdio Soundland                  |
| El JAMBO ha fet una gran cançó i la JASMINE munta un programa de ràdio perquè tot Soundland pugui sentir-la. S'ho pren tan seriosament que fins i tot fa sintonies per al programa. El problema és que després de sentir el programa, tothom parla de la sintonia i no de la música del JAMBO. D'entrada, el JAMBO s'ho pren malament, però acaba admetent que les cançons petites també poden ser grans cançons.                                                |           |                                  |
| 21 | 21        | Els instruments invisibles       |
| La JASMINE vol demostrar al JAMBO que ella també té poders i li fa creure que sap tocar instruments invisibles. Però és un truc: la JASMINE fa veure que toca els instruments, però el que se sent és un aparell que el DUBIDÚ fa sonar d'amagat. Quan falla i es descobreix el truc, el JAMBO felicita la JASMINE pel seu gran superpoder: la imaginació! |           |                                  |
| 22 | 22        | Tinc el ritme                    |
| La JASMINE intenta ensenyar a tocar la bateria al DUDUÀ i el DUBIDÚ, però no se'n surt: no tenen el ritme. El JAMBO li ensenya un mapa del bosc i li diu que si segueixen les instruccions, trobaran el ritme. La JASMINE i els amics hi van, però després de molt buscar, no se'n surten. Fins que el JAMBO els fa adonar que el tenen molt més a prop, perquè no han de buscar amb els ulls, sinó amb les orelles.                                             |           |                                  |
| 23 | 23        | Agafa la batuta                  |
| La JASMINE ha fet una cançó i la vol cantar amb les LALALÀS, però el conjunt sona molt malament. La JASMINE intenta donar-los les ordres correctes, però no se'n surt i es desespera. No és fins que dona instruccions al JAMBO per penjar un quadre que s'adona que potser ha de renunciar a cantar i dirigir. En el fons, saber portar la batuta també forma part de la música.                                                                                |           |                                  |
| 24 | 24        | La cançó de l’estiu              |
| La JASMINE i els amics munten un grup de música, Les Cuques, que triomfa immediatament. Les LALALÀS embogeixen cada cop que apareixen. Tots plegats es passen l'estiu viatjant pel món, tocant el seu èxit. Però a poc a poc, comencen a cansar-se. Ser famós està bé, però s'està acabant l'estiu i encara no han tingut temps de banyar-se a la platja. |           |                                  |
| 25 | 25        | Una cançó irresistible           |
| El JAMBO no està en forma i la JASMINE vol que faci exercici. Com que al JAMBO no li agrada gaire l'esport, la JASMINE compon una cançó que no es pugui resistir a ballar (que és una forma de fer exercici). El problema és que la cançó es "massa" irresistible: quan sona, tots es posen a ballar-la sense poder parar. Serà el menys ballador de tots, el DUDUÀ, qui els treurà del mal moment.                                                              |           |                                  |
| 26 | 26        | El blues del capvespre           |
| La JASMINE vol trobar la inspiració per fer una cançó ben bonica. Cada dia, s'endinsa en la natura, mira llibres d'art i observa com juguen els amics... Però quan arriba el vespre, es reuneix amb el JAMBO per mirar la posta de sol i expressa la seva tristor per no trobar la inspiració. Un dia, es desperta i fa núvol: la idea de no poder gaudir de la posta de sol inspira finalment la JASMINE.                                                       |           |                                  |

#### Temporada 2[5]
| Total | Temporada | Títol                         |
| --- | --------- | ----------------------------- |
| 27 | 1         | Les Jasminettes               |
| La Jasmine vol participar en un festival de música de l'estil d'Eurovisió. Té la cançó, però necessita coristes. Fa un càsting i queden tres grups finalistes, però a la Jasmine li agraden totes i no sap decidir. Fins que s'adona que potser ho pot fer al revés: que elles cantin i que ella tingui un paper secundari. |           |                               |
| 28 | 2         | L'instrument que no es toca   |
| Arriba un paquet a Soundland amb un instrument misteriós (un theremin). En Jambo i la Jasmine, impacients, el comencen a manipular sense llegir-ne les instruccions. El resultat són sons molestos i, al cap d'una bona estona, queden decebuts. Fins que arriba el Duduà i demostra una gran mestria: era ell qui l'havia encarregat... i n'havia llegit les instruccions!                                                                     |           |                               |
| 29 | 3         | Buida el pap amb un rap       |
| El bosc està sec, la platja, bruta, a Soundland hi ha fum. La Jasmine està preocupada, però no sap explicar-se. Per molt que ho intenta, no sap expressar el que sent: ella és més de música que de discursos. Per això, en Jambo la convenç que potser cantant podrà dir el que pensa! |           |                               |
| 30 | 4         | El singlot                    |
| El Duduà s'ha afartat de mores i li ha agafat singlot. Això destarota l'assaig: no es pot fer música amb algú que té singlot. Proven de fer-l'hi passar, però no funciona. No tenen més remei que excloure'l de l'assaig. Però a la Jasmine li sap greu... I descobreixen que el singlot del Duduà està afinat en "la". Aquí descobreixen com integrar el Duduà a l'assaig.                                                                     |           |                               |
| 31 | 5         | La cançó del camí             |
| La colla fa una excursió a través del desert per anar a un salt d'aigua. Com que el camí és llarg i s'avorreixen, la Jasmine comença un joc musical de veig-veig, que acaba distraient en Jambo. La conclusió és que es perden. Ara bé, la mateixa cançó que els ha distret potser els pot ajudar a trobar el camí de tornada. |           |                               |
| 32 | 6         | Guitarres per a tothom        |
| En Jambo col·lecciona tantes guitarres que l'arbre de les guitarres està a punt de caure. La Jasmine el convenç perquè en regali unes quantes a gent que en necessiti, però a en Jambo li sap greu perquè associa cada guitarra a un record concret. La Jasmine li proposa fer una última cançó amb les guitarres, una cançó de comiat ben alegre, i així associarà per sempre més les guitarres a un moment bonic.                             |           |                               |
| 33 | 7         | Pica! Pica!                   |
| El Duduà és incapaç de fer un solo de bateria: no se'n surt, no es deixa anar. Arriba el Dubidú picant-se el cos, fent una exhibició de percussió corporal. En Jambo el posa com a exemple... fins que s'adonen que el problema és que el Dubidú té puces i s'està gratant. Però la Jasmine té una idea: potser les puces poden ajudar el Duduà a deixar-se anar.                                                                               |           |                               |
| 34 | 8         | A cants i treballs            |
| La colla ha fet un àpat abundant i hi ha molts plats per rentar. El Duduà no se'n surt tot sol. Per això decideixen fer-ho en equip i en cadena. Però tothom s'avorreix i no es coordinen, fins que en Jambo recorda que hi ha una manera de fer la feina més passadora: cantant! |           |                               |
| 35 | 9         | La Lalalà perduda.            |
| D'excursió al bosc, les Lalalàs volen enganyar la Jasmine amagant-se... fins que una es perd de debò. Com que no la troben, intenten guiar-se xiulant una melodia, que la Lalalà respon. Però una colla d'estornells que també xiulen els despisten. Potser la solució és demanar als ocells que els portin fins a la Lalalà. |           |                               |
| 36 | 10        | La banda sonora               |
| La Jasmine ha fet una obra de teatre d'aventures, i en Jambo l'ajuda fent-li una banda sonora. Però quan la fan davant del públic, en Jambo perd les partitures i acaba tocant músiques que confonen els assistents i donen una altra emoció a l'obra. La Jasmine s'enfada... però el Dubidú i el Duduà aconsegueixen fer servir la música per canviar l'estat d'ànim.                                                                          |           |                               |
| 37 | 11        | La gran cursa de Soundland    |
| En Jambo anima la Jasmine a córrer en una cursa. Per ajudar-la, anirà tocant ritmes musicals, cada vegada més accelerats, perquè arribi a guanyar. Però el frenesí musical d'en Jambo és tan intens que acaben embogint... i fent malbé els instruments. Al final, la cursa tindrà un guanyador inesperat! |           |                               |
| 38 | 12        | Plou i fa dol                 |
| Fa dies que no plou i la flor-maraca que la Jasmine cuida s'ha pansit. En Jambo proposa cantar una cançó per invocar la pluja, però la Jasmine desafina tota l'estona. En Jambo sospita que la Jasmine canta malament perquè té un disgust que no ha explicat. Si volen que torni la pluja, en Jambo haurà d'aconseguir que la Jasmine expliqui què la preocupa.                                                                                |           |                               |
| 39 | 13        | La Divina Divinolis           |
| La gran soprano Diva Divinolis està a punt de visitar Soundland. En Jambo està tan content, que posa la música de la soprano pels altaveus perquè la senti tot Soundland. Però algú ho boicoteja i fa desaparèixer el disc: és la Jasmine, que està una mica gelosa de la Diva Divinolis. En Jambo haurà de demostrar que, encara que la soprano canti millor, la Jasmine és la seva millor amiga.                                              |           |                               |
| 40 | 14        | xxxt! Silenci                 |
| La colla està fent un concert, però quan toca tocar al Duduà, fa silenci i no toca. Tothom es posa nerviós i hi diu la seva, i això crea un bon rebombori. El Duduà acabarà marxant i portant-los a un lloc que els obliga a estar en silenci. I és aquí quan els amics entendran el valor que té el silenci. |           |                               |
| 41 | 15        | El so del metall              |
| El Duduà convida els amics a prendre un te. Tots s'ho passen bé menys el Dubidú, que aprofita la més petita oportunitat per escapar-se. El troben enmig d'una sorprenent festa de heavy-metal. I aquí tots s'ho passen bé menys el Duduà. La Jasmine haurà d'aprendre que potser no tothom s'ho pot passar bé alhora i en tot moment. |           |                               |
| 42 | 16        | S'alça l’amor                 |
| En Jambo sent una cançó que li recorda un antic amor i es queda encantat recordant vells temps. La Jasmine i els amics intenten fer-lo tornar a la realitat i li proposen tota mena de jocs, però no ho aconsegueixen. Al final, arriben a una conclusió: si ha sigut una música el que ha fet que en Jambo pugés als núvols, han de trobar una altra música que el faci baixar.                                                                |           |                               |
| 43 | 17        | La gaita                      |
| La MacLalalan és una Lalalà escocesa que visita Soundland i porta regals per a tothom. Però la Jasmine se sent molt decebuda amb el que li ha tocat, una gaita, perquè és un instrument que fa un so molt estrident i, quan sona, tothom fuig. La Jasmine haurà de parlar amb la MacLalalan per entendre l'instrument i saber com es toca. Gràcies a això, deixarà tothom meravellat.                                                           |           |                               |
| 44 | 18        | El xup-xup                    |
| A Soundland es fa el concurs de solfeig i tots els amics s'hi apunten. El premi és un guisat que es passa uns quants dies fent xup-xup. Però mentre els amics estudien cada dia una mica per al concurs, la Jasmine es distreu i ho deixa tot per a l'últim dia. Al final, la Jasmine descobrirà que estudiar és com fer un guisat: ha de fer xup-xup durant molts dies.                                                                        |           |                               |
| 45 | 19        | Un, dos, tres, gravant!       |
| La Jasmine i els amics volen gravar una cançó i en Jambo els munta un estudi de gravació. El problema és que tots es barallen per tocar davant del micròfon i la cançó sona malament. En Jambo els haurà de convèncer que, si volen que la cançó soni bé, hauran de deixar els interessos propis i pensar en el grup. |           |                               |
| 46 | 20        | Dins del toll del Tatxant     |
| Com que fa dies que el peix Tatxan no apareix, la Jasmine i en Jambo decideixen capbussar-se en el seu toll per buscar-lo. A dins del toll descobreixen un univers submarí meravellós, però els és molt difícil comunicar-se, perquè sota l'aigua no es pot parlar. Per tant, hauran de copiar el llenguatge de les balenes per esbrinar on és el seu amic Tatxan.                                                                              |           |                               |
| 47 | 21        | Amb la mosca al nas           |
| Els amics fan un concert, però la Jasmine està decebuda perquè li han tocat els platerets, que només sonen al final. A més, durant el concert, una mosca comença a rondar-li el nas: quan la Jasmine intenta atrapar-la amb els platerets, sempre falla (i a més, obliga a aturar el concert). La Jasmine s'haurà de concentrar i esperar el moment adequat per aconseguir enxampar la mosca i fer que el concert acabi de la millor manera.    |           |                               |
| 48 | 22        | Eco… Eco… Eco                 |
| Passejant per les muntanyes, la Jasmine descobreix una veu invisible i misteriosa que repeteix tot el que ella diu. Quan torna a Soundland per explicar-ho a en Jambo, se'l troba encaparrat perquè vol fer una cançó que soni diferent de les altres, però no se'n surt. En Jambo acompanya la Jasmine a les muntanyes i soluciona el misteri de la veu. I gràcies a això, la Jasmine l'ajuda a trobar una solució per a la seva cançó.        |           |                               |
| 49 | 23        | Jasmine canta Jambo           |
| La Jasmine vol cantar una cançó d'en Jambo i ell l'anima a fer-ho. Però quan la Jasmine presenta la seva versió per la ràdio, sona molt malament perquè intenta imitar la manera de cantar d'en Jambo. Per això, en Jambo haurà d'ajudar la seva amiga a trobar el seu propi estil. |           |                               |
| 50 | 24        | Soundland festival            |
| A Soundland es fa un festival de música i la Jasmine es compromet a tocar amb dos grups que actuen a la mateixa hora. Quan se n'adona, és massa tard i, per no decebre cap dels seus amics, intenta tocar en els dos concerts alhora anant d'una banda a l'altra del festival. El pla no funciona, perquè acaba confonent-se i barrejant la música dels dos concerts. Però en Jambo descobreix que això mateix pot ser la solució del problema. |           |                               |
| 51 | 25        | Xocolata, xocolata, xocolata… |
| És l'aniversari del Duduà i la Jasmine li prepara una festa amb tot el que més li agrada: molt de color vermell, molta xocolata i un tros de cançó que, al Duduà, li agrada molt. Però a l'hora de la veritat, la festa surt malament: el pastís no s'aguanta, la cançó es fa pesada i el Duduà desapareix entre tant de vermell. La Jasmine haurà de trobar varietat en la decoració perquè la festa sigui un èxit.                            |           |                               |
| 52 | 26        | Vas o no vas al compàs        |
| La Jasmine assaja amb la flauta i, per no perdre el ritme, aprofita el soroll del gronxador on juguen el Dubidú i el Duduà. Però quan en Jambo s'afegeix al gronxador, el ritme canvia i la cançó de la Jasmine sona diferent. La Jasmine vol en Jambo lluny del gronxador, però en Jambo intentarà convèncer-la d'adaptar-se al nou compàs. |           |                               |

### Ballòrium
Es va fer una sèrie on amb videos de curta duració la Jasmine i el Jambo ensenyaven coreografies de diferents estils musicals.

## Premis
- Premi Quirino 2023 a la millor sèrie.[6]
- Premi Quirino 2024 a la millor sèrie.

- Premi a la millor sèrie internacional al Festival Ecran Jeunesse.[7]
- Premi 1924 de part de Ràdio Associació Catalunya que reconeix el millor programa audiovisual en català.
- Premi Clap Selection Award 2023 en la categoria Branding & Packaging - Millor Disseny de Logotip o Marca Gràfica.
- Nominació al Wisconsin Film Festival 2023 en la categoria Selecció Oficial per a un Premi del Públic.
- Nominació al Premi Quirino 2023 a millor disseny de so i música original.
- Nominació al Prix Jeunesse International 2022 en la categoria Qualitat en TV per a nens a nivell mundial.
- Nominació en el festival INTERNATIONAL ANIMATION FILM FESTIVAL GOLDEN KUKER - SOFIA 2023 en la categoria millor sèrie de TV.
- Nominació als Cartoons on the Bay – Pulcinella Awards 2023 en la categoria Upper Preschool TV Series (4-6 anys).
- Nominació a millor sèrie/web sèrie en el festival Taiwan International Children's Film Festival 2024.
- Nominació als premis Iris 2023 en la categoria millor programa per a nens.
- Nominació al Premi Quirino 2024 a millor disseny de so i música original.
- Nominació al FFAA (Festival du Film d'Animation d'Abidjan) en la categoria de millor sèrie.